# Тітульсія
Тітульсія (ісп. Titulcia) — муніципалітет в Іспанії, у складі автономної спільноти Мадрид. Населення — 1179 осіб (2010).
Муніципалітет розташований на відстані близько 33 км на південь від Мадрида.
На території муніципалітету розташовані такі населені пункти: (дані про населення за 2010 рік)
- Тітульсія: 1156 осіб
- Карретера-де-Чинчон: 22 особи
- Ель-Ведадільйо: 1 особа
- Ла-Вега: 0 осіб

## Демографія
Динаміка населення (INE ):

## Галерея зображень

Розташування муніципалітету у автономній спільноті Мадрид